# Limenitis tumida
Limenitis tumida är en fjärilsart som beskrevs av Butler 1873. Limenitis tumida ingår i släktet Limenitis och familjen praktfjärilar. Inga underarter finns listade i Catalogue of Life.